# Buah Pala
Buah Pala is een bestuurslaag in het regentschap Aceh Tenggara van de provincie Atjeh, Indonesië. Buah Pala telt 583 inwoners (volkstelling 2010).